# Twilight, chapitre I : Fascination
Cet article concerne le film de Catherine Hardwicke. Pour le roman original de Stephenie Meyer, voir Fascination.
Pour les articles homonymes, voir Fascination.
Série Twilight
Twilight, chapitre II : Tentation
(2009)
Pour plus de détails, voir Fiche technique et Distribution.
Twilight, chapitre I : Fascination (Twilight) ou Twilight : La Fascination au Québec est un film américain réalisé par Catherine Hardwicke, sorti en 2008.
C'est le premier film tiré de la série de romans Twilight de Stephenie Meyer.

## Synopsis
Bella Swan, 17 ans, quitte l'Arizona, État ensoleillé où elle vivait avec sa mère et son beau-père pour emménager chez son père Charlie à Forks, une petite ville pluvieuse et grise de l'État de Washington. Au lycée, elle rencontre la mystérieuse famille Cullen et se sent tout de suite attirée par Edward  extrêmement séduisant mais distant.
De plus en plus fascinée par lui et sa famille, Bella décide de mener l'enquête et découvre qu'Edward Cullen est un vampire capable de lire dans les pensées de tout le monde sauf elle.

## Fiche technique
- Titre original : Twilight
- Titre français : Twilight, chapitre I : Fascination
- Titre québécois : Twilight : La Fascination
- Réalisation : Catherine Hardwicke
- Scénario : Melissa Rosenberg, d'après le roman de Stephenie Meyer.
- Musique : Carter Burwell
- Photographie : Elliot Davis
- Montage : Amine Belhoussein
- Production : Mark Morgan, Greg Mooradian, Karen Rosenfelt et Jamie Marshall.
- Format : couleurs – Format 35 mm – 2,35:1 – Son Dolby Digital, DTS.
- Budget : 37 000 000 $US[3]
- Pays d'origine :  États-Unis
- Langue originelle : anglais
- Durée : 122 minutes
- Dates de sorties :
  - Canada, États-Unis : 20 novembre 2008
  - Belgique : 26 novembre 2008
  - France : 7 janvier 2009

## Distribution
- Kristen Stewart (VF : Noémie Orphelin ; VQ : Annie Girard) : Isabella Swan
- Robert Pattinson (VF : Thomas Roditi ; VQ : Nicholas Savard L'Herbier) : Edward Cullen
- Peter Facinelli (VF : Bruno Choël ; VQ : Frédérik Zacharek) : Carlisle Cullen
- Elizabeth Reaser (VF : Barbara Delsol ; VQ : Pascale Montreuil) : Esmée Cullen
- Ashley Greene (VF : Edwige Lemoine ; VQ : Ariane-Li Simard-Côté) : Alice Cullen
- Kellan Lutz (VF : Stéphane Pouplard ; VQ : Sébastien Rajotte) : Emmett Cullen
- Nikki Reed (VF : Marie-Eugénie Maréchal ; VQ : Agathe Lanctôt) : Rosalie Hale
- Jackson Rathbone (VF : Yoann Sover ; VQ : Nicolas Charbonneaux-Collombet) : Jasper Hale
- Billy Burke (VF : Arnaud Arbessier ; VQ : Gilbert Lachance) : Charlie Swan
- Cam Gigandet (VF : Axel Kiener ; VQ : Philippe Martin) : James Witherdale
- Rachelle Lefèvre (VF : Sybille Tureau ; VQ : Mélanie Laberge) : Victoria Sutherland
- Edi Gathegi (VF : Daniel Lobé ; VQ : Hugolin Chevrette) : Laurent Da Revin
- Sarah Clarke (VF : Rafaèle Moutier ; VQ : Catherine Proulx-Lemay) : Renée Dwyer
- Taylor Lautner (VF : Nessym Guetat ; VQ : Xavier Dolan) : Jacob Black
- Christian Serratos (VQ : Magalie Lépine-Blondeau) : Angela Weber
- Michael Welch (VF : Donald Reignoux ; VQ : Marc Saint-Martin) : Mike Newton
- Anna Kendrick (VF : Karine Foviau ; VQ : Catherine Bonneau) : Jessica Stanley
- Justin Chon (VF : Alexandre Nguyen ; VQ : Gabriel Lessard) : Eric Yorkie
- Solomon Trimble : Sam Uley
- Krys Hyatt : Embry Call
- Gil Birmingham (VF : Stéphane Bazin) : Billy Black
- Matt Bushell : Phil Dwyer
- José Zúñiga (VQ : Patrick Chouinard) : M. Molina
- Ned Bellamy (VF : Mathieu Buscatto ; VQ : Pierre Auger) : Waylon Forge
- Ayanna Berkshire (VF : Odile Schmitt) : Cora
- Katie Powers : Waitress
- Trish Egan : Mme Cope

- Version française
  - Studio de doublage : Dubbing Brothers
  - Direction artistique : Marie-Christine Chevalier
  - Adaptation des dialogues : Philippe Videcoq

Source et légende : « Version française (V. F.) », sur AlloDoublage.com (consulté le 12 février 2024) et « Version québécoise (V. Q.) », sur http:://www.Doublage.qc.ca (consulté le 12 février 2024).

## Bande originale
La musique du film a été composée par Carter Burwell.
La bande originale est sortie le 4 novembre 2008 chez Chop Shop en conjonction avec Atlantic Records. Elle se classa à la première place du Billboard 200 du 22 novembre au 29 novembre 2008 et fut certifiée disque d'or par la RIAA et la RIANZ.
Musiques additionnelles : Paramore, Muse, The Black Ghost et Linkin Park ; Claude Debussy (musique non originale)

## Distinctions

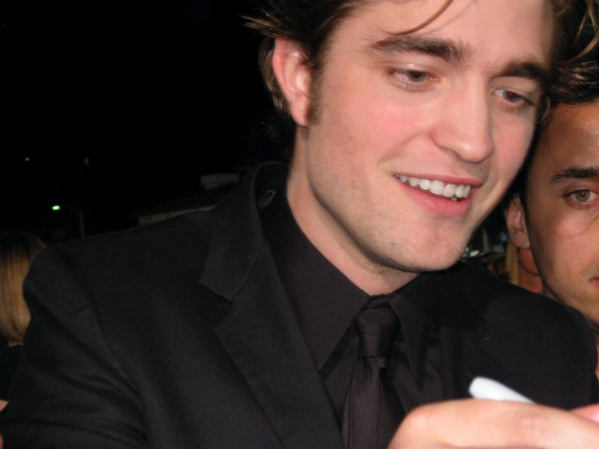
L'acteur principal Robert Pattinson à la première du film, en novembre 2008.

### Récompenses
- Bravo 2009 : A-List Breakout pour Robert Pattinson.
- Young Artist Awards 2009 : meilleur second rôle féminin pour Christian Serratos.
- MTV Movie Awards 2009 :
  - meilleur film ;
  - meilleure actrice pour Kristen Stewart ;
  - meilleure révélation masculine pour Robert Pattinson ;
  - meilleur baiser pour  Kristen Stewart et Robert Pattinson ;
  - meilleur combat pour Robert Pattinson et Cam Gigandet.

### Nominations

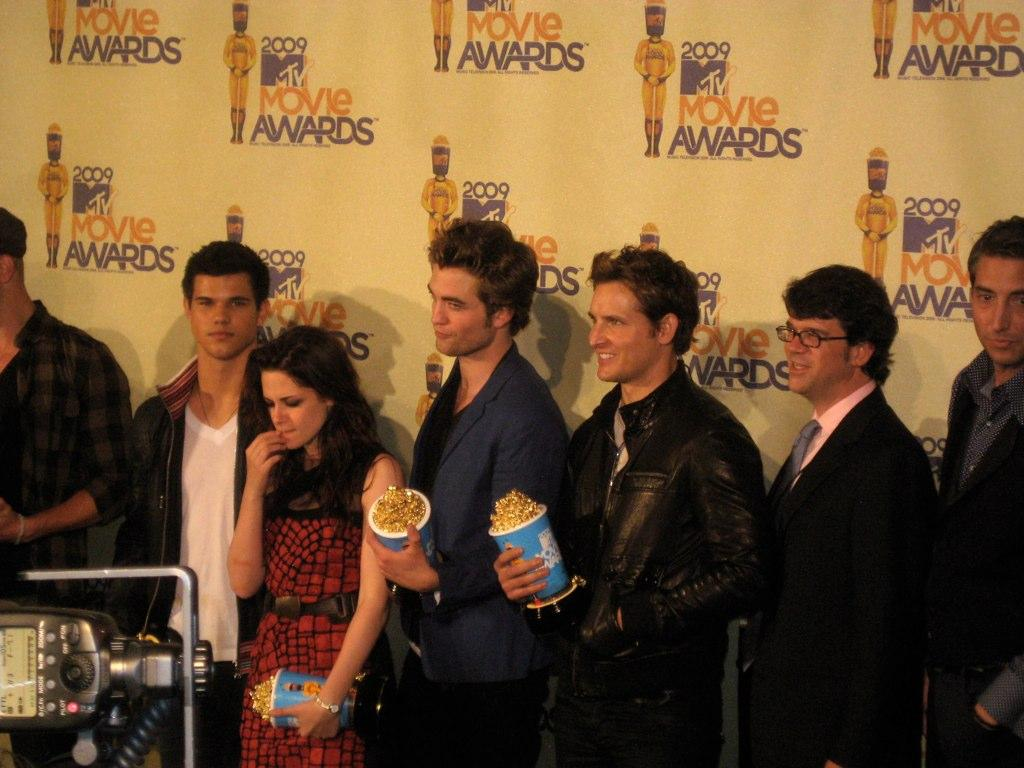
L'équipe du film aux MTV Awards 2009.

- International Film Music Critics Association : meilleure musique originale pour un film d'horreur pour Carter Burwell.
- Saturn Awards 2009 : meilleur film fantastique.
- MTV Movie Awards 2009 :
  - meilleure révélation masculine pour Taylor Lautner ;
  - meilleure chanson de film pour Decode (Paramore).

## Box-office
| Pays/région | Recettes ou nombres d'entrées     | En date du |
| Mondial     | 393 616 788 USD                   | 02/04/2009 |
| États-Unis  | 292 769 854 USD                   | 17/03/2009 |
| Canada      | 22,01 M CAD[Information douteuse] | 30/01/2009 |
| Québec      | 29 037 465 CAD                    | 04/01/2009 |
| France      | 2 772 499 entrées                 | 18/02/2009 |
| Royaume-Uni | 10 878 076 GBP                    | 01/02/2009 |

- Lors de sa première journée d'exploitation, le film engendra plus de 35,7 millions de dollars en recettes, ce qui le mit en deuxième position du classement du meilleur démarrage d'un mois de novembre, derrière Harry Potter et la Coupe de Feu.[réf. souhaitée]
- Twilight rapporta 114 202 346 dollars la première semaine, 151 239 749 dollars en 15 jours, 238 330 167 dollars en 41 jours et 348 316 000 dollars en 75 jours. C'est le 14e film qui a le plus rapporté en 2008.[réf. nécessaire]

## Autour du film
- Le tournage débuta le 25 février 2008 et se termina au début du mois de mai 2008.
- Une apparition en caméo de l'auteur, Stephenie Meyer, est visible dans une des scènes du film. Lors d'une scène de restaurant, l'héroïne et son père mangent à une table mais avant que la caméra se rapproche d'eux, on peut voir la serveuse offrir un plat à une cliente : « Tiens, Stephenie, ton plat végétarien… » La caméra se recentre ensuite sur les protagonistes.
- Un autre clin d'œil, confirmé par la réalisatrice dans la plage de commentaire du DVD, concerne la scène de la cafétéria quand Bella fait tomber une pomme rouge qu'Edward ramasse et lui tend, image rappelant la couverture du livre.
- Stephenie Meyer affirma que le groupe Muse était une de ses sources d'inspiration pour l'écriture du livre. On retrouve d'ailleurs dans le film (lors de la partie de baseball) leur chanson Supermassive Black Hole.
- En raison de sa popularité auprès des jeunes, la production décida de couper au montage une scène « chaude » trop osée selon eux. Sur le net, il est possible de voir la scène en question où l'on voit Bella et Edward goûter chacun le doigt de l'autre.
- Dans la scène où Bella se retrouve à l'hôpital aux côtés de sa mère à la suite du combat contre James, on peut voir en arrière-plan dans l'écran de télévision des images de la scène dans le studio de danse.
- Robert Pattinson joue dans le film Bella's Lullaby (« Berceuse de Bella ») au piano, une pièce composée spécialement par Carter Burwell.
- Le premier choix d'acteur pour Edward de l'écrivaine Stephenie Meyer a été Henry Cavill. Mais au début du tournage, il avait 24 ans et il était considéré comme trop âgé pour ce rôle.

## La saga cinématographiqueTwilight
La suite de l'adaptation de la saga littéraire se poursuit avec Twilight, chapitre II : Tentation  ou  La saga Twilight : Tentation au Québec  (New Moon) et dont le tournage eut lieu entre mars et mai 2009, est sortie en 2009. Ce deuxième film fut réalisé par Chris Weitz, la réalisatrice du premier film ayant été remerciée,.
Il fut suivi par Twilight, chapitre III : Hésitation en 2010, par Twilight, chapitre IV : Révélation (1re partie) en 2011 et par Twilight, chapitre V : Révélation (2e partie) en 2012.